# 梅爾卡巴神秘主義

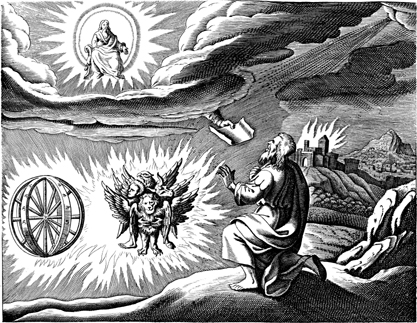
馬特烏斯·梅里安（Matthäus Merian）的以西結異象版畫副本，1670年

梅爾卡巴、默卡巴（Merkabah）或梅爾卡瓦、默卡瓦（merkavah，希伯來語：‎）神秘主義（字面上的意思是戰車神秘主義〔Chariot mysticism〕，中文語境更確切應譯為：天車神秘主義、火戰車神秘主義）是早期猶太教神秘主義的一個學派，約西元前100年至西元1000年發展而成，乃根據〈以西結書·第一章〉亦或天宫文学（hekhalot literature，英譯：palaces literature）所描述的異象為教義中心，書中講述內容是有關天上宮殿和上帝寶座的《聖經》故事。儘管對戰車傳統的引用也能夠在後來中世紀查西迪·阿什肯纳兹（Chassidei Ashkenaz）文學中找到，但梅爾卡巴主要文學典籍卻是在西元200年至700年期間形成。而《天车之书》（Maaseh Merkabah，英譯：Work of the Chariot）則是紀載這項傳統的主要文獻。

## 詞源
merkabah（梅爾卡巴）或merkavah（梅爾卡瓦）為希伯來文拉丁化名詞，英譯：“thing to ride in, cart（駕乘之物，大車）”，中文可以引申為：駕乘著大車。源自輔音詞根רכב‬ ，其一般涵義為：“駕乘（to ride）”；“梅爾卡巴”一般皆作為“戰車”之意。而“戰車（chariot）”這詞在馬所拉文本（Masoretic Text）的希伯來聖經中出現44次──其多數指的是世間普通戰車，儘管梅爾卡巴概念與以西結的異象有關（1:4–26 （页面存档备份，存于）），但這詞在〈以西結書·第一章〉內容中並無明確出現。
然而，若不意譯，在英文語境中merkabah或merkavah（希伯來語：‎、מרכבה‬，以及מִרְכֶּבֶת‬）希伯來專有名詞是與異象預言中上帝的戰車寶座有關。它與〈以西結書·第一章〉中由四個活物（hayyot，英譯：living creatures，中譯：活的生物）驅使的四輪車異象關聯最密切，每個活物各有兩對翅膀（或四個翅膀），並且各有人、獅、牛，還有鷹（或禿鷹〔vulture〕）四張臉孔。

## 以西結異象中的戰車
根據〈以西結書〉的經文及其附註所述，他見到的異象是由許多天界生命體所結合的戰車，且由“人的形象（Likeness of a Man）”來驅動。戰車的基本結構組成主要為四個生命體。這些生命體被統稱為“活物”（living creatures，希伯來文：חיות，拉丁化：hayyot或khayyot）。活物身體“如同人類（like that of a human being）”，但祂們每一個都有四張臉孔，各自對應戰車能行進的四個方向（東、南、北與西）。這些臉孔分別是人、獅子、牛（後來在〈以西結書·10:14〉中變成了智天使 ）還有老鷹。由於有四位天使，而每位天使又各有四張臉孔，所有總共有十六張臉孔。同時每一位活物天使也有兩對翅膀。